# Innocenzo Fraccaroli
Innocenzo Fraccaroli (San Pietro in Cariano, 28 december 1805 – Milaan, 18 april 1882) was een Noord-Italiaanse beeldhouwer. Hij werkte in het koninkrijk Lombardije-Venetië, een vorstendom van de keizer van Oostenrijk, en, na de eenmaking van Italië, in het koninkrijk Italië. Hij was docent beeldhouwkunde in Florence.
Zijn stijl is neoclassicistisch voor profane kunstwerken; hij beeldhouwde meerdere beelden voor rooms-katholieke kerken en kerkhoven, meestal heiligenbeelden.

## Levensloop
Fraccaroli was een zoon van Andrea Fraccaroli en Aquilina Fagiuoli uit Verona. Hij groeide op in San Pietro in Cariano, meer bepaald in de wijk Castelrotto di Valpolicella. In 1818 verhuisde het gezin naar Parona di Valpolicella in Verona, waar Fraccaroli aan de slag ging als decorateur. Uit zijn tienerjaren dateert een kruisbeeld dat hij maakte en dat in de kerk van Parona hangt. Onder impuls van zijn oom, de beeldhouwer Francesco Fagiuli, studeerde hij aan Academie voor Schone Kunsten in Venetië; priester Cesari betaalde de studies want Fraccaroli’s ouders waren niet bemiddeld. Fraccaroli geraakte in de ban van de werken van Antonio Canova (1757-1822); de naaktbeelden van Canova werden ook het thema van Fraccaroli. Na enkele lokale prijzen in Venetië (1825-1828) kwam de doorbraak van Fraccaroli met de eerste prijs beeldhouwkunst uitgereikt door de Brera Academie van Milaan (1829). Zijn werk Daedalus bevestigt de vleugels aan Icarus betekende de doorbraak. Er volgden kopieën in gips en een in marmer; deze laatste werd aangekocht door aartshertog Maximiliaan van Oostenrijk voor zijn residentie, het kasteel Miramare, nabij Triëst. 
Door zijn succes in Milaan kon Fraccaroli het zich veroorloven zich te bekwamen in Rome (1830-1835). Hij ging onder meer in de leer bij de beeldhouwers Bertel Thorvaldsen, een Deense IJslander (1770-1844), en Pietro Tenerani (1789-1869) uit de Pauselijke Staat. De jaren 1830 waren voor Fraccaroli productief: hij leverde meerdere profane beeldhouwwerken af, in een neoclassicistische stijl en thematiek. Met het beeld Achilles gekwetst aan de achillespees haalde hij buitenlandse prijzen en erkenning: dit beeld werd tentoon gesteld in Londen (1851) en Parijs (1855). Gegoede klanten plaatsten hun bestelling bij hem in de jaren 1830-1840; vanaf 1836 werkte hij in Milaan. Op de jaarlijkse tentoonstelling van de Brera Academie in Milaan was hij present. Vanaf 1841 was hij docent beeldhouwkunde in Florence, en dit tot het einde van zijn leven. In 1845 woonde hij een archeologisch congres bij in Napels, in het koninkrijk der Beide Siciliën. Hij reisde in 1847 naar Wenen, Boedapest, Praag, Dresden, München en Berlijn.
In 1851 toonde hij in Londen zijn standbeeld die David uit de Bijbel voorstelt. In de jaren 1850-1860 verminderden de bestellingen van neoclassicistische beelden. Fraccaroli leverde meer en meer beelden af in opdracht van rooms-katholieke kerken in Noord-Italië. Het ging om heiligenbeelden en bustes van pausen. Hij stond in de kijker met een standbeeld van de Onbevlekte Ontvangenis voor de kerk van Valeggio (1863), de allegorische beelden van Gerechtigheid en Barmhartigheid voor de Dom van Bergamo en een beeld van de profetes Debora voor de Dom van Milaan. Daarnaast hield hij zich bezig met beelden voor graftombes.
Na de eenmaking van Italië geraakte Fraccaroli ontgoocheld. Hij liep de leerstoel beeldhouwkunst mis van de Brera Academie in Milaan, een instelling die hij goed kende. Daarnaast werd hij gedwongen een monumentaal beeldhouwwerk voor Italië’s onafhankelijkheid in Milaan te stoppen. De bouw van een stadsmonument voor oorlogsslachtoffers in Brescia liep hij mis (1876). Wel mocht hij een monument voor koning Vittorio Emanuele II beeldhouwen voor de stad Legnago (1881).
Enkele rijke Italianen bleven zelfs op het einde van zijn leven nog een bestelling plaatsen. Het ging onder meer om een beeld voor graaf Giovanelli in Venetië (1869), die altijd al een bewonderaar van hem geweest was, een naakte Odalisk (1870) en het beeld Liefde gebonden door de Gratiën (1881) voor ingenieur Cairati uit Milaan. In 1866 exposeerde hij de Verlosser en de Heilige Maagd in Dublin. In 1873 exposeerde hij in Wenen Eva na de zonde. In 1882 stierf hij in Milaan. Het stoffelijk overschot werd overgebracht naar Verona voor de begrafenis.

## Eerbewijzen
- Lid van de Kaiserliche Akademie der bildenden Künste in Milaan (onder Oostenrijks bewind)
- Corresponderend lid van het Institut de France in Parijs
- Lid en erelid van enkele Academies van Schone Kunsten in het eengemaakte Italië
- Ridder in de Orde van de Italiaanse Kroon
- Ridder in de Orde van Sint-Mauritius en Sint-Lazarus

## Enkele beelden

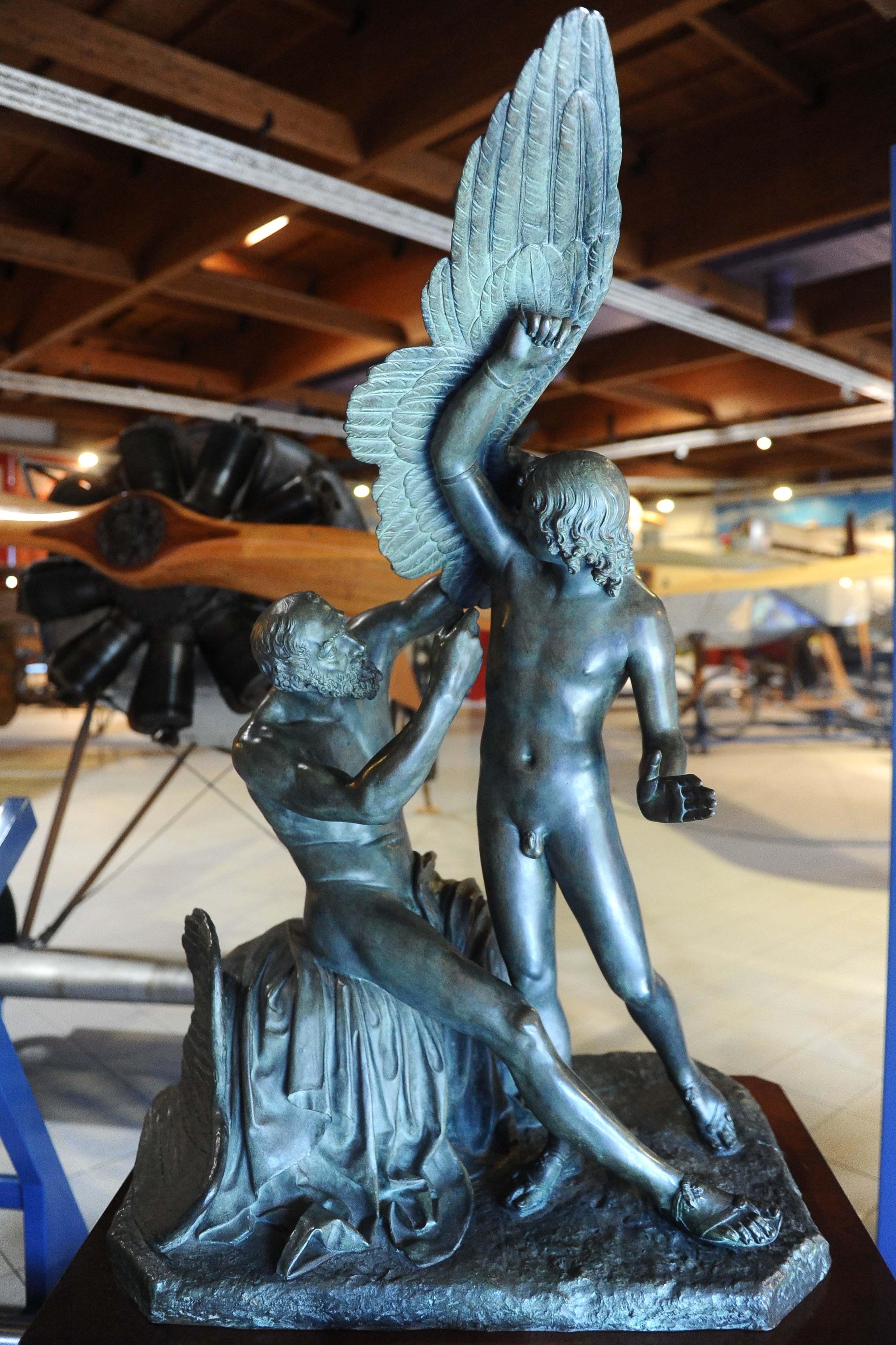
Daedalus bevestigt de vleugels aan Icarus
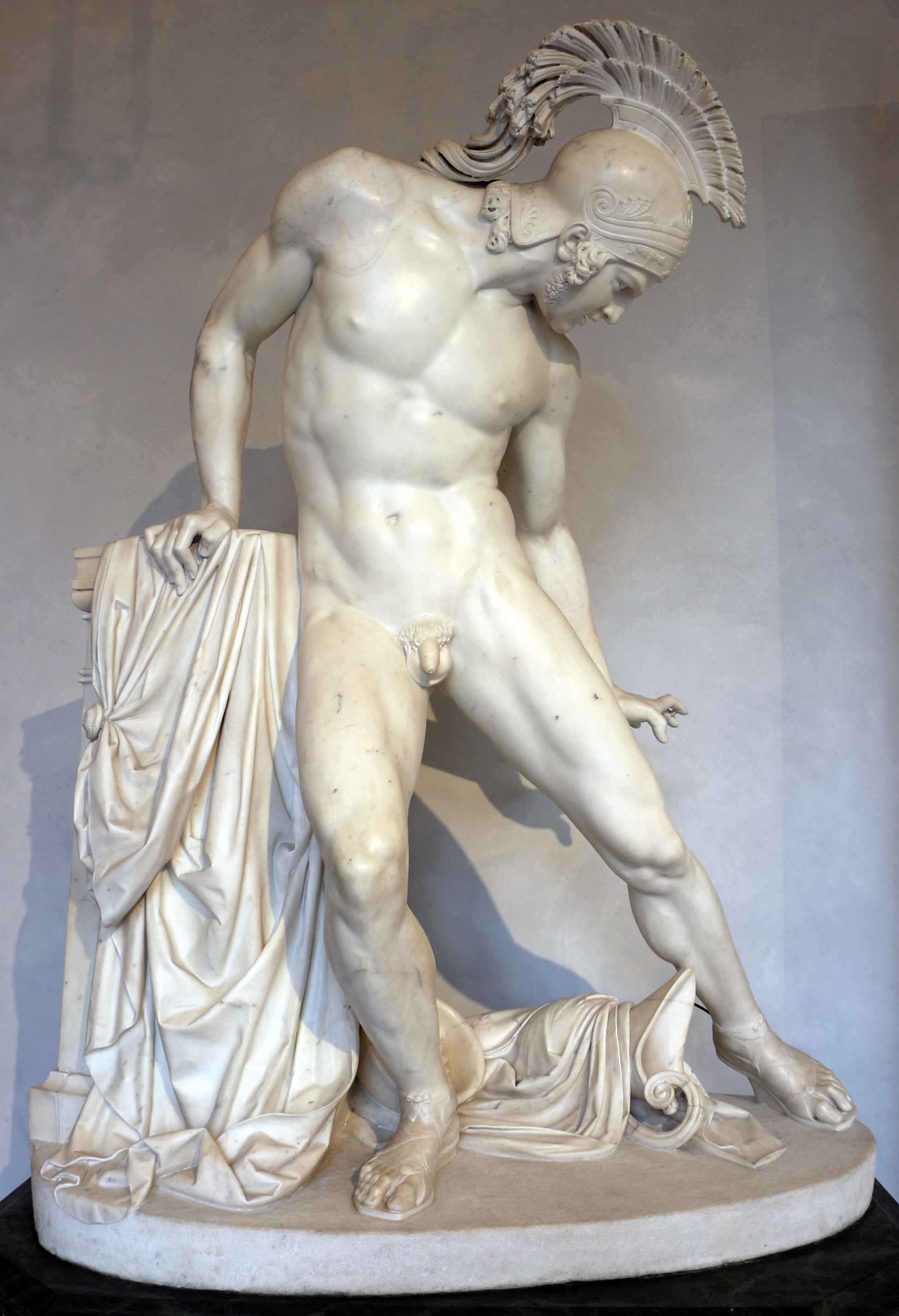
Achilles gekwetst aan de achillespees
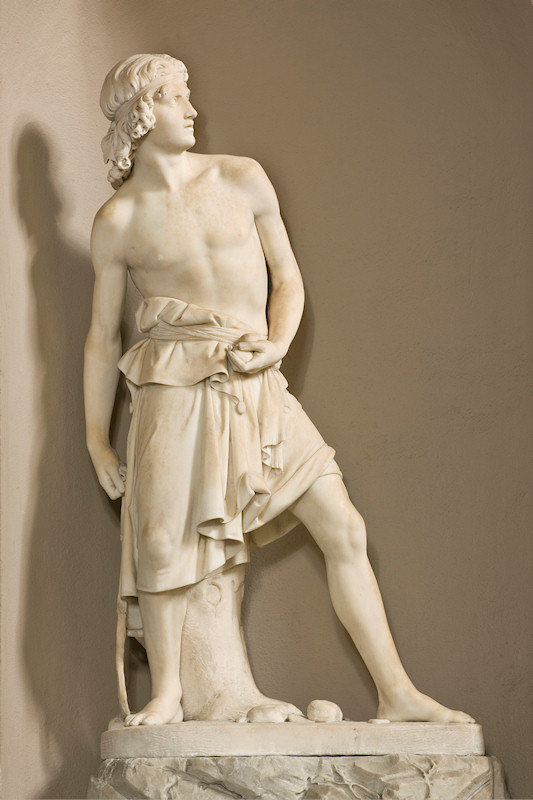
David lanceert keien